# Comités de Apoyo a la Revolución Peruana
Los Comités de Apoyo a la Revolución Peruana (CARP) fueron una serie de asociaciones de apoyo al Partido Comunista del Perú-Sendero Luminoso que operaban en el extranjero como parte de la rama de relaciones internacionales de esta organización. Estas organizaciones eran mayormente conformadas por senderistas ubicados en el extranjero con el objetivo de captar apoyo.
Estas asociaciones operaron en diversos países de Europa y América, tales como Suecia, Francia, España, Estados Unidos, Países Bajos, Dinamarca, Alemania, México y Bolivia. El objetivo de estos grupos era realizar proselitismo, colectas, propaganda y dar una imagen positiva de Sendero Luminoso en el extranjero.
La recaudación de dinero era enviado a Sendero Luminoso y se recolectaba a través de actos culturales y artísticos, venta de folletos o conferencias. Los CARP también estuvieron involucrados en operaciones clandestinas de Sendero Luminoso como el asesinato en Bolivia del contralmirante Juan Carlos Vega Llona en 1987 o atentados en diversas embajadas peruanas en el extranjero.